# Цимлянський район
Цимля́нський райо́н (рос. Цимлянский район) — район у східній частині Ростовської області Російської Федерації. Адміністративний центр — місто Цимлянськ.

## Географія
Район розташований у центрально-східній частині області. На північному сході межує із Морозовським районом, на заході — із Константиновським, на південному заході — із Волгодонським, на південному сході — із Дубовським районом, на північному сході має кордон із Волгоградською областю.
На південному сході територія району виходить до берегів Цимлянського водосховища, створеного на річці Дон у 1953 році.

## Історія
Цимлянський район був утворений 1924 року. 1931 року до нього було приєднано 3 сільради ліквідованого Романовського району — Каргалська, Романовська, Сольоновська. 1935 року район був зменшений у своїй площі. 1963 року до району було приєднано території ліквідованих Волгодонського та Мартиновського районів, які були знову відновлені 1983 та 1965 років відповідно.

## Населення
Населення району становить 33982 особи (2013; 34222 в 2010).

## Адміністративний поділ

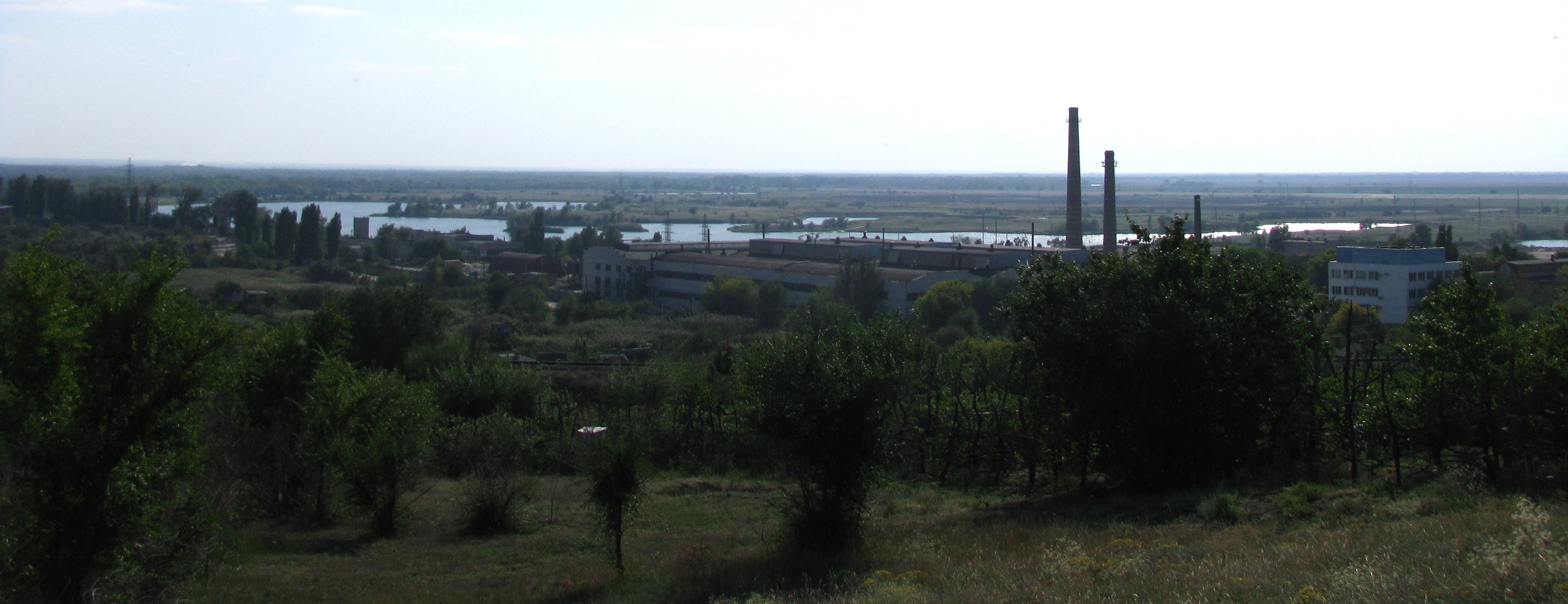
Цимлянський суднобудівний завод

Район адміністративно поділяється на 1 міське та 6 сільських поселень, які об'єднують 1 місто та 28 сільських населених пунктів:
| Поселення                         | Площа, км² | Населення, осіб (2010) | Центр          | Населені пункти |
| --------------------------------- | ---------- | ---------------------- | -------------- | --------------- |
| Калінінське сільське поселення    | -          | 2345                   | Калінінська    | 4               |
| Красноярське сільське поселення   | -          | 5706                   | Красноярська   | 3               |
| Лознівське сільське поселення     | -          | 3976                   | Лозний         | 8               |
| Маркінське сільське поселення     | -          | 2776                   | Маркінська     | 5               |
| Новоцимлянське сільське поселення | -          | 1696                   | Новоцимлянська | 5               |
| Саркелівське сільське поселення   | -          | 2695                   | Саркел         | 3               |
| Цимлянське міське поселення       | -          | 15028                  | Цимлянськ      | 1               |

### Найбільші населені пункти
| №  | Населений пункт | Населення, осіб (2010) |
| -- | --------------- | ---------------------- |
| 1  | Цимлянськ       | 15 028                 |
| 2  | Красноярська    | 4 968                  |
| 3  | Лозний          | 1 767                  |
| 4  | Саркел          | 1 378                  |
| 5  | Калінінська     | 990                    |
| 6  | Маркінська      | 966                    |
| 7  | Камишевська     | 919                    |
| 8  | Паршиков        | 869                    |
| 9  | Крутий          | 829                    |
| 10 | Новоцимлянська  | 775                    |

## Економіка
Район є аграрно-промисловим, де займаються вирощуванням зернових, технічних культур та тваринництвом, а також розвинені галузі легкої, харчової промисловості, машинобудування та електроенергетики.